# Sekulovo, Silistra
Sekulovo (în bulgară Секулово, în română Uzulchioi) este un sat în comuna Dulovo, regiunea Silistra, Dobrogea de Sud, Bulgaria. 
Între anii 1913-1940 a făcut parte din plasa Curtbunar a județului Durostor, România.

## Demografie
Componența etnică a satului Sekulovo
     Turci (21,83%)
     Nicio identificare (27,44%)
     Bulgari (24,46%)
     Romi (26,25%)
La recensământul din 2011, populația satului Sekulovo era de 838 locuitori. Nu există o etnie majoritară, locuitorii fiind romi (26,25%), bulgari (24,46%) și turci (21,83%). Pentru 27,44% din locuitori nu este cunoscută apartenența etnică.